# Schräge Wand
Die Schräge Wand oder das Jägerdach ist ein Abri im Bärental in der Nähe von Weismain im Landkreis Lichtenfels in Bayern. Während der Mittelsteinzeit wurde der Bereich unter dem Felsdach vom Menschen als Jagd- oder Raststation benutzt. Der archäologische Fundplatz ist als Bodendenkmal D-4-5933-0035 in der Bayerischen Denkmalliste eingetragen.
Im Höhlenkataster Fränkische Alb (HFA) ist der Abri mit der Katasternummer C 288 ausgewiesen.

## Beschreibung
Am Rande des Wanderweges durch das Tal findet man im hinteren, südlichen Bereich, etwa 500 Meter südlich der Krassachquelle einen großen Dolomitblock mit ca. 2 m tiefen Felsvorsprung vor. Die Breite des gesamten Felsens beträgt etwa 10 Meter, wovon rund 8 Meter auf die begehbare Fläche entfallen. Die maximale Tiefe, die von dem relativ ebenen, schrägeinfallendem Felsdach überdeckt wird, beträgt ca. 5 Meter. Damit ergibt sich ein geschützter Unterstand von etwa 30 m². Eine Holztafel am Weg weist auf die Stätte hin.

## Geschichte
Erstmals von Menschen als Unterschlupf genutzt wurde die Schräge Wand vermutlich in einer frühen Phase der Mittelsteinzeit. Aus dieser Zeit konnte man in etwa 1,4 m Tiefe Spuren eines Windschutzes aus Fell oder Ästen und einer Feuerstelle nachweisen. Die Bearbeitungsspuren an Knochen von Hirsch und Wildschwein sowie die dafür verwendeten Mikrolithen wurden der Kultur des Tardenoisien zugeordnet. Der Windschutz war als halbkreisförmige Reihe großer Steine um die Öffnung des Felsdachs angelegt worden. Die Steine könnten zur Befestigung oder als Widerlager einer Windschutzwand aus Ästen und Zweigen oder einer fellbespannten Konstruktion gedient haben. Die so gebildete Wohn- oder Aufenthaltsfläche war vermutlich eine der vielen nur kurzfristig besiedelten Rast- oder Jagdstationen, welche in relativ regelmäßigen Abständen immer wieder aufgesucht wurden.
Aus einer jungsteinzeitlichen Nutzungsperiode konnten schnurkeramische Scherben geborgen werden. Weitere Scherben stammen aus der Übergangszeit der Jungsteinzeit zu diversen Epochen der Metallzeit, darunter befinden sich auch einige keltischen bzw. hallstattzeitlichen Ursprungs. Funde in jüngeren Erdschichten, vorwiegend aus dem Mittelalter und der Neuzeit, dokumentieren die Nutzung des Felsvorsprungs als Ausgangsort für Rotwildjagd im Bärental.

## Ausgrabungen
Zunächst war zum Jahresbeginn 1963 vom Institut für Ur- und Frühgeschichte der Universität Erlangen, unter der Leitung von Friedrich B. Naber, eine Ausgrabung auf dem Vorplatz der nur etwa 100 Meter entfernt gelegenen kleinen Höhle „Fuchsenloch“ geplant. Nachdem eine Versuchsgrabung dort wegen technischer Schwierigkeiten abgebrochen werden musste, wurde im Frühjahr 1963 unter dem Abri „Schräge Wand“ eine neue Grabung auf 13 m² Bodenfläche gestartet. Nachdem der erste Schnitt eine reich gegliederte Schichtenfolge mit typischen Kleinfunden gezeigt hatte, wurden die Ausgrabungen im Herbst 1963 und im Frühjahr 1964 unter der Leitung von Friedrich B. Naber fortgesetzt.